# Olympische Sommerspiele 1964/Leichtathletik – 400 m (Männer)

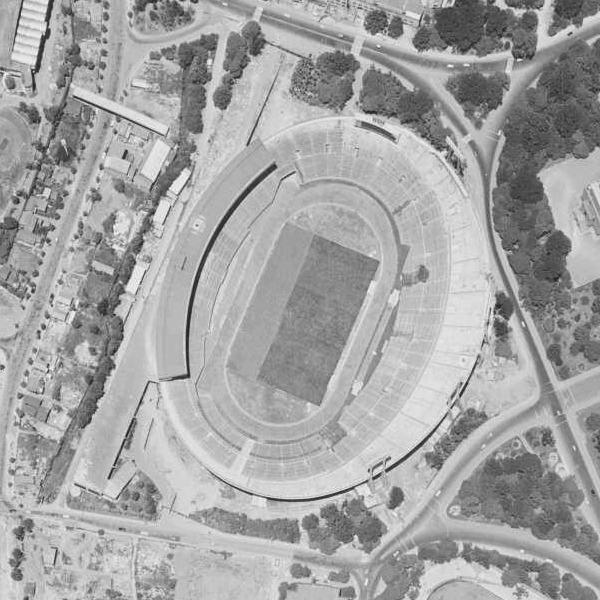
Luftaufnahme des Olympiastadions im Jahr 1963

Der 400-Meter-Lauf der Männer bei den Olympischen Spielen 1964 in Tokio wurde vom 17. bis zum 19. Oktober 1964 im Olympiastadion Tokio ausgetragen. Fünfzig Athleten nahmen teil.
Olympiasieger wurde der US-Amerikaner Mike Larrabee. Er gewann vor Wendell Mottley aus Trinidad und Tobago und Andrzej Badeński aus Polen.
Drei Deutsche und ein Schweizer gingen an den Start, Athleten aus Österreich und Liechtenstein nahmen nicht teil. Von den Deutschen scheiterte Jürgen Kalfelder im Vorlauf. Johannes Schmitt und Jörg Jüttner konnten sich ebenso für das Viertelfinale qualifizieren wie der Schweizer Peter Laeng. Schmitt und Laeng schieden im Viertelfinale aus, Jüttner im Halbfinale.

## Bestehende Rekorde
| Weltrekord         | 44,9 s | Otis Davis ( USA)            | Finale OS Rom, Italien | 6. September 1960 |
| Weltrekord         | 44,9 s | Carl Kaufmann ( Deutschland) | Finale OS Rom, Italien | 6. September 1960 |
| Olympischer Rekord | 44,9 s | Otis Davis ( USA)            | Finale OS Rom, Italien | 6. September 1960 |
| Olympischer Rekord | 44,9 s | Carl Kaufmann ( Deutschland) | Finale OS Rom, Italien | 6. September 1960 |

Der bestehende olympische Rekord – gleichzeitig Weltrekord – wurde bei diesen Spielen nicht erreicht. Im schnellsten Rennen, dem Finale, verfehlte der US-amerikanische Olympiasieger Mike Larrabee den Rekord um zwei Zehntelsekunden.

## Durchführung des Wettbewerbs
Fünfzig Athleten traten am 17. Oktober zu insgesamt sieben Vorläufen an. Die jeweils besten vier Starter – hellblau unterlegt – sowie die vier nachfolgend Zeitschnellsten – hellgrün unterlegt – qualifizierten sich für das Viertelfinale am selben Tag. Auch hier kamen die jeweils besten vier Läufer – wiederum hellblau unterlegt – weiter. Im Halbfinale am 18. Oktober qualifizierten sich ebenfalls die jeweils vier besten Teilnehmer – hellblau unterlegt – für das Finale am 19. Oktober.

## Zeitplan
17. Oktober, 10:00 Uhr: Vorläufe

17. Oktober, 15:40 Uhr: Viertelfinale

18. Oktober, 15:20 Uhr: Halbfinale

19. Oktober, 15:00 Uhr: Finale
Anmerkung: Alle Zeiten sind in Ortszeit Tokio (UTC + 9) angegeben.

## Vorläufe
Datum: 17. Oktober 1964, ab 10:00 Uhr
Wetterbedingungen: sonnig, 17–19 °C, Luftfeuchtigkeit ca. 66–69 %

### Vorlauf 1
| Platz | Name                 | Nation              | Offizielle Zeit handgestoppt | Inoffizielle Zeit elektronisch |
| ----- | -------------------- | ------------------- | ---------------------------- | ------------------------------ |
| 1     | Wendell Mottley      | Trinidad und Tobago | 45,9 s                       | 45,94 s                        |
| 2     | Robbie Brightwell    | Großbritannien      | 46,1 s                       | 46,13 s                        |
| 3     | Jean-Pierre Boccardo | Frankreich          | 46,6 s                       | 46,63 s                        |
| 4     | Gary Eddy            | Australien          | 46,9 s                       | 46,92 s                        |
| 5     | Stanisław Swatowski  | Polen               | 47,6 s                       | k. A.                          |
| 6     | István Gyulai        | Ungarn              | 48,0 s                       | k. A.                          |
| 7     | Didier Mejia         | Mexiko              | 48,1 s                       | k. A.                          |
| DNS   | Chang Jong-kil       | Südkorea            |                              |                                |

### Vorlauf 2
| Platz | Name               | Nation              | Offizielle Zeit handgestoppt | Inoffizielle Zeit elektronisch |
| ----- | ------------------ | ------------------- | ---------------------------- | ------------------------------ |
| 1     | Kent Bernard       | Trinidad und Tobago | 46,8 s                       | 46,80 s                        |
| 2     | Sergio Bello       | Italien             | 47,5 s                       | 47,54 s                        |
| 3     | Wadym Archyptschuk | Sowjetunion         | 47,7 s                       | 47,70 s                        |
| 4     | Tim Graham         | Großbritannien      | 48,4 s                       | k. A.                          |
| 5     | Arsenio Jazmin     | Philippinen         | 49,9 s                       | k. A.                          |
| DNS   | Brobbey Mensah     | Ghana               |                              |                                |
| DNS   | Wesley Johnson     | Liberia             |                              |                                |
| DNS   | Dulamyn Amarsanaa  | Mongolei            |                              |                                |

### Vorlauf 3
| Platz | Name               | Nation         | Offizielle Zeit handgestoppt | Inoffizielle Zeit elektronisch |
| ----- | ------------------ | -------------- | ---------------------------- | ------------------------------ |
| 1     | Andrzej Badeński   | Polen          | 46,4 s                       | 46,46 s                        |
| 2     | Adrian Metcalfe    | Großbritannien | 46,7 s                       | 46,79 s                        |
| 3     | Jörg Jüttner       | Deutschland    | 47,0 s                       | 47,06 s                        |
| 4     | Rupert Hoilette    | Jamaika        | 47,5 s                       | 47,50 s                        |
| 5     | Amos Omolo         | Uganda         | 47,6 s                       | 47,65 s                        |
| 6     | Juan Carlos Dyrzka | Argentinien    | 48,3 s                       | k. A.                          |
| 7     | Amadou Gakou       | Senegal        | 50,1 s                       | k. A.                          |
| 8     | Daniel Thomas      | Tanganjika     | 50,4 s                       | k. A.                          |

### Vorlauf 4

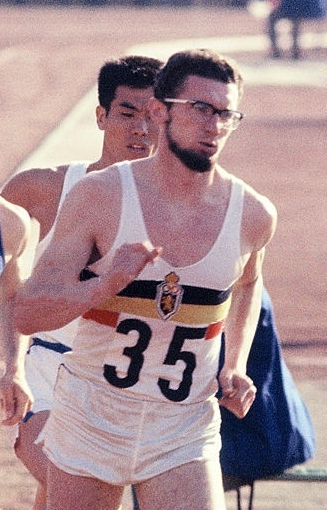
Jacques Pennewaert – ausgeschieden als Achter des vierten Vorlaufs

| Platz | Name                    | Nation              | Offizielle Zeit handgestoppt | Inoffizielle Zeit elektronisch |
| ----- | ----------------------- | ------------------- | ---------------------------- | ------------------------------ |
| 1     | Ulis Williams           | USA                 | 46,2 s                       | 46,20 s                        |
| 2     | Edwin Skinner           | Trinidad und Tobago | 46,5 s                       | 46,50 s                        |
| 3     | Tegegne Bezabeh         | Äthiopien           | 46,7 s                       | 46,73 s                        |
| 4     | Peter Vassella          | Australien          | 46,7 s                       | 46,77 s                        |
| 5     | Johannes Schmitt        | Deutschland         | 46,9 s                       | 46,90 s                        |
| 6     | Muhammad Sadiq          | Pakistan            | 47,3 s                       | k. A.                          |
| 7     | Víctor Maldonado Flores | Venezuela           | 47,7 s                       | k. A.                          |
| 8     | Jacques Pennewaert      | Belgien             | 47,7 s                       | k. A.                          |

### Vorlauf 5
| Platz | Name                 | Nation         | Offizielle Zeit handgestoppt | Inoffizielle Zeit elektronisch |
| ----- | -------------------- | -------------- | ---------------------------- | ------------------------------ |
| 1     | Ollan Cassell        | USA            | 46,8 s                       | 46,81 s                        |
| 2     | Bill Crothers        | Kanada         | 46,8 s                       | 46,86 s                        |
| 3     | James Addy           | Ghana          | 47,2 s                       | 47,27 s                        |
| 4     | Pedro Grajales       | Kolumbien      | 47,2 s                       | 47,28 s                        |
| 5     | Wiktor Bytschkow     | Sowjetunion    | 47,3 s                       | 47,32 s                        |
| 6     | Jürgen Kalfelder     | Deutschland    | 47,7 s                       | 47,77 s                        |
| 7     | Yoyaga Dit Coulibaly | Elfenbeinküste | 48,8 s                       | k. A.                          |
| DNS   | George Kerr          | Jamaika        |                              |                                |

### Vorlauf 6
| Platz | Name                  | Nation      | Offizielle Zeit handgestoppt | Inoffizielle Zeit elektronisch |
| ----- | --------------------- | ----------- | ---------------------------- | ------------------------------ |
| 1     | Mike Larrabee         | USA         | 46,8 s                       | 46,88 s                        |
| 2     | Ebenezer Quartey      | Ghana       | 47,1 s                       | 47,12 s                        |
| 3     | Peter Laeng           | Schweiz     | 47,1 s                       | 47,12 s                        |
| 4     | Hryhorij Swerbetow    | Sowjetunion | 47,3 s                       | 47,37 s                        |
| 5     | Ken Roche             | Australien  | 47,4 s                       | 47,43 s                        |
| 6     | Somsak Thongsuk       | Thailand    | 48,9 s                       | k. A.                          |
| 7     | Jassim Karim Kuraishi | Irak        | 49,5 s                       | k. A.                          |

### Vorlauf 7
| Platz | Name                  | Nation           | Offizielle Zeit handgestoppt | Inoffizielle Zeit elektronisch |
| ----- | --------------------- | ---------------- | ---------------------------- | ------------------------------ |
| 1     | Josef Trousil         | Tschechoslowakei | 47,0 s                       | 47,04 s                        |
| 2     | Wilson Kiprugut       | Kenia            | 47,1 s                       | 47,04 s                        |
| 3     | Laurie Khan           | Jamaika          | 47,2 s                       | 47,25 s                        |
| 4     | Ireneusz Kluczek      | Polen            | 47,3 s                       | 47,35 s                        |
| 5     | Hortensio Fucil       | Venezuela        | 47,9 s                       | 47,95 s                        |
| 6     | Hirotada Hayase       | Japan            | 48,5 s                       | k. A.                          |
| 7     | William Hill          | Hongkong         | 48,7 s                       | k. A.                          |
| 8     | Hossein Ghafourizadeh | Iran             | 50,8 s                       | k. A.                          |

## Viertelfinale
Datum: 17. Oktober 1964, ab 15:40 Uhr
Wetterbedingungen: sonnig, ca. 23 °C, Luftfeuchtigkeit ca. 65 %

### Lauf 1

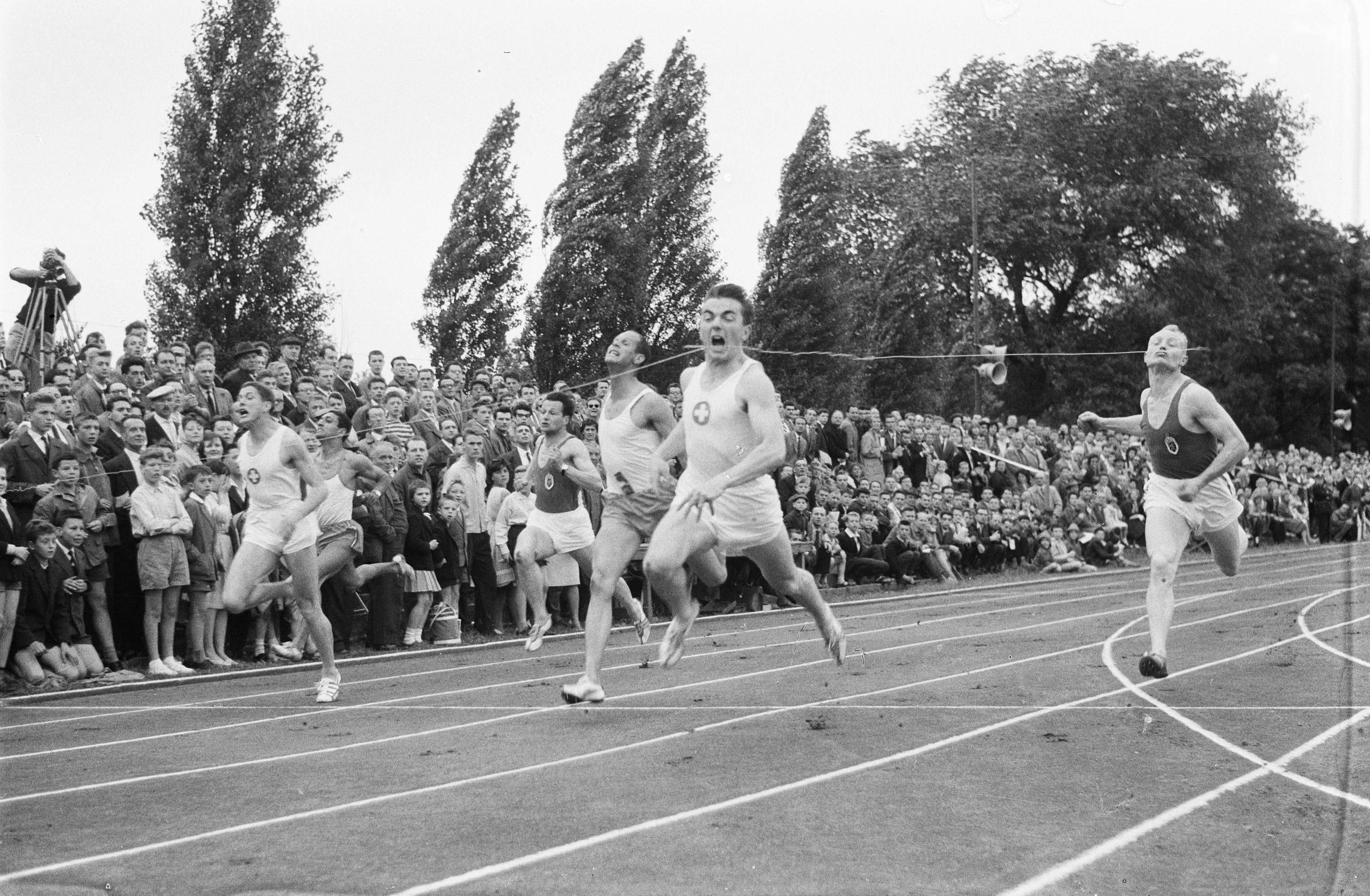
Peter Laeng (hier siegreich in einem Rennen im Juli 1960) – ausgeschieden als Fünfter des ersten Viertelfinals
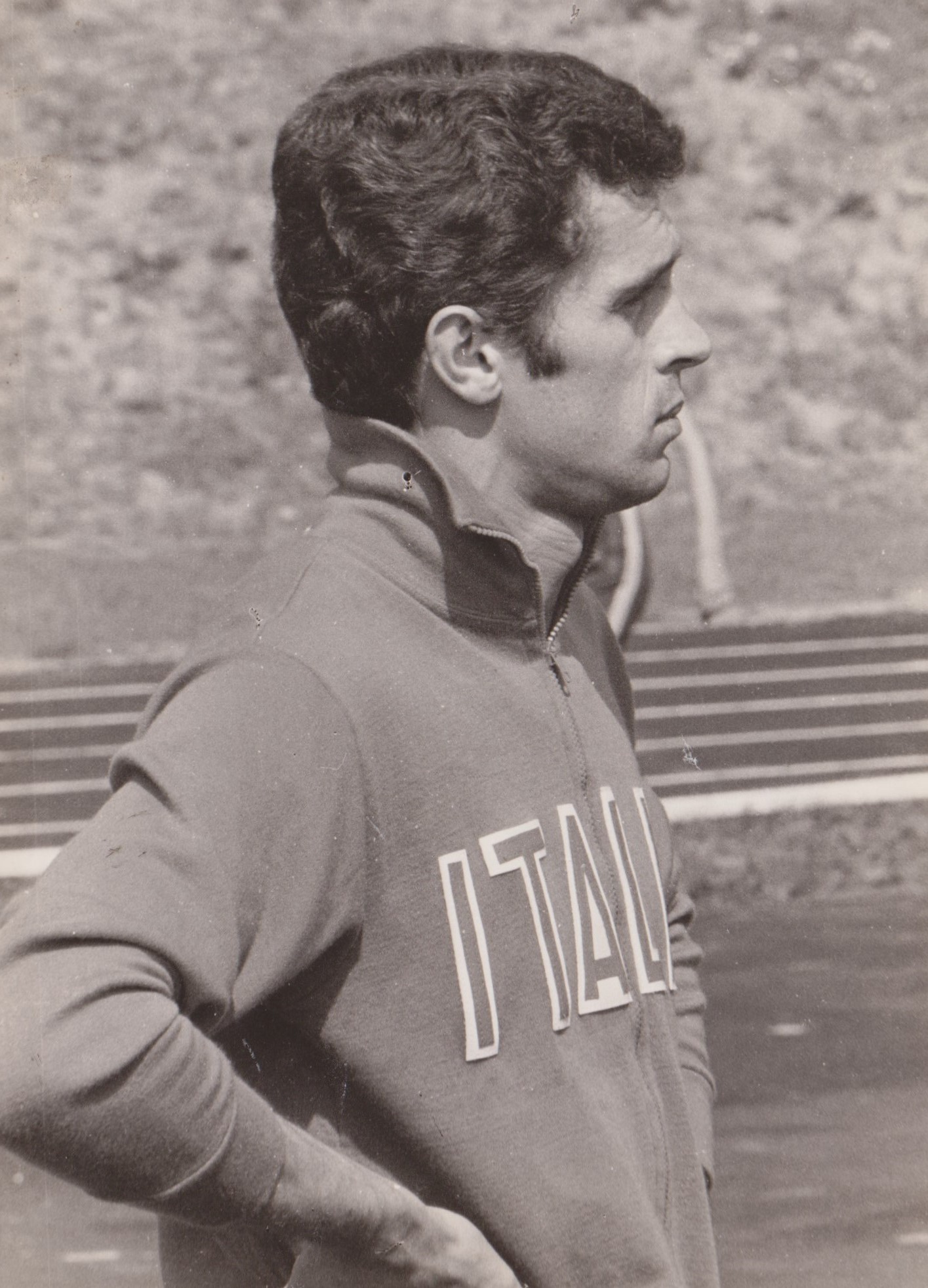
Sergio Bello – ausgeschieden als Sechster des ersten Viertelfinals

| Platz | Name                 | Nation              | Offizielle Zeit handgestoppt | Inoffizielle Zeit elektronisch |
| ----- | -------------------- | ------------------- | ---------------------------- | ------------------------------ |
| 1     | Wendell Mottley      | Trinidad und Tobago | 45,8 s                       | 45,88 s                        |
| 2     | Ollan Cassell        | USA                 | 46,2 s                       | 46,24 s                        |
| 3     | Jean-Pierre Boccardo | Frankreich          | 46,3 s                       | 46,34 s                        |
| 4     | Peter Vassella       | Australien          | 46,5 s                       | 46,55 s                        |
| 5     | Peter Laeng          | Schweiz             | 46,7 s                       | 46,72 s                        |
| 6     | Sergio Bello         | Italien             | 46,9 s                       | 46,93 s                        |
| 7     | Ebenezer Quartey     | Ghana               | 47,0 s                       | 47,06 s                        |
| 8     | Muhammad Sadiq       | Pakistan            | 48,0 s                       | k. A.                          |

### Lauf 2
| Platz | Name               | Nation           | Offizielle Zeit handgestoppt | Inoffizielle Zeit elektronisch |
| ----- | ------------------ | ---------------- | ---------------------------- | ------------------------------ |
| 1     | Andrzej Badeński   | Polen            | 46,5 s                       | 46,51 s                        |
| 2     | Bill Crothers      | Kanada           | 46,7 s                       | 46,73 s                        |
| 3     | Tim Graham         | Großbritannien   | 46,8 s                       | 46,83 s                        |
| 4     | Laurie Khan        | Jamaika          | 47,0 s                       | 46,97 s                        |
| 5     | Josef Trousil      | Tschechoslowakei | 47,2 s                       | 47,22 s                        |
| 6     | Johannes Schmitt   | Deutschland      | 47,2 s                       | 47,24 s                        |
| 7     | Ken Roche          | Australien       | 48,0 s                       | k. A.                          |
| 8     | Hryhorij Swerbetow | Sowjetunion      | 48,0 s                       | k. A.                          |

### Lauf 3
| Platz | Name               | Nation              | Offizielle Zeit handgestoppt | Inoffizielle Zeit elektronisch |
| ----- | ------------------ | ------------------- | ---------------------------- | ------------------------------ |
| 1     | Mike Larrabee      | USA                 | 46,5 s                       | 46,57 s                        |
| 2     | Kent Bernard       | Trinidad und Tobago | 46,7 s                       | 46,73 s                        |
| 3     | Robbie Brightwell  | Großbritannien      | 47,1 s                       | 47,15 s                        |
| 4     | Jörg Jüttner       | Deutschland         | 47,2 s                       | 47,22 s                        |
| 5     | Rupert Hoilette    | Jamaika             | 47,6 s                       | 47,60 s                        |
| 6     | Gary Eddy          | Australien          | 47,6 s                       | 47,65 s                        |
| 7     | Wilson Kiprugut    | Kenia               | 47,7 s                       | k. A.                          |
| 8     | Wadym Archyptschuk | Sowjetunion         | 47,9 s                       | k. A.                          |

### Lauf 4
| Platz | Name             | Nation              | Offizielle Zeit handgestoppt | Inoffizielle Zeit elektronisch |
| ----- | ---------------- | ------------------- | ---------------------------- | ------------------------------ |
| 1     | Edwin Skinner    | Trinidad und Tobago | 46,9 s                       | 46,90 s                        |
| 2     | Ulis Williams    | USA                 | 46,9 s                       | 46,96 s                        |
| 3     | Tegegne Bezabeh  | Äthiopien           | 47,2 s                       | 47,23 s                        |
| 4     | James Addy       | Ghana               | 47,3 s                       | 47,37 s                        |
| 5     | Adrian Metcalfe  | Großbritannien      | 47,8 s                       | 47,81 s                        |
| 6     | Pedro Grajales   | Kolumbien           | 47,8 s                       | 47,86 s                        |
| 7     | Wiktor Bytschkow | Sowjetunion         | 47,9 s                       | 47,91 s                        |
| DNS   | Ireneusz Kluczek | Polen               |                              |                                |

## Halbfinale
Datum: 18. Oktober 1964, ab 15:20 Uhr
Wetterbedingungen: regenerisch, ca. 13 °C, Luftfeuchtigkeit ca. 97 %

### Lauf 1
| Platz | Name                 | Nation              | Offizielle Zeit handgestoppt | Inoffizielle Zeit elektronisch |
| ----- | -------------------- | ------------------- | ---------------------------- | ------------------------------ |
| 1     | Robbie Brightwell    | Großbritannien      | 45,7 s                       | 45,79 s                        |
| 2     | Wendell Mottley      | Trinidad und Tobago | 45,9 s                       | 45,96 s                        |
| 3     | Ulis Williams        | USA                 | 46,2 s                       | 46,29 s                        |
| 4     | Peter Vassella       | Australien          | 46,5 s                       | 46,52 s                        |
| 5     | Jörg Jüttner         | Deutschland         | 46,7 s                       | 46,78 s                        |
| 6     | Laurie Khan          | Jamaika             | 47,0 s                       | k. A.                          |
| 7     | Tegegne Bezabeh      | Äthiopien           | 47,1 s                       | k. A.                          |
| 8     | Jean-Pierre Boccardo | Frankreich          | 47,1 s                       | k. A.                          |

### Lauf 2
| Platz | Name             | Nation              | Offizielle Zeit handgestoppt | Inoffizielle Zeit elektronisch |
| ----- | ---------------- | ------------------- | ---------------------------- | ------------------------------ |
| 1     | Mike Larrabee    | USA                 | 46,0 s                       | 46,02 s                        |
| 2     | Andrzej Badeński | Polen               | 46,2 s                       | 46,21 s                        |
| 3     | Edwin Skinner    | Trinidad und Tobago | 46,5 s                       | 46,50 s                        |
| 4     | Tim Graham       | Großbritannien      | 46,5 s                       | 46,53 s                        |
| 5     | Ollan Cassell    | USA                 | 46,6 s                       | 46,69 s                        |
| 6     | Bill Crothers    | Kanada              | 46,9 s                       | 46,96 s                        |
| 7     | Kent Bernard     | Trinidad und Tobago | 47,1 s                       | 47,08 s                        |
| 8     | James Addy       | Ghana               | 47,6 s                       | 47,67 s                        |

## Finale

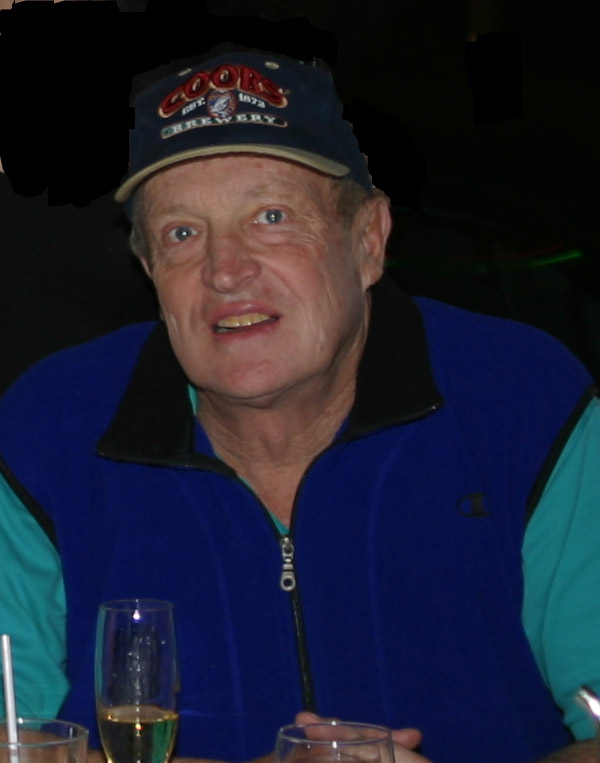
Etwas überraschend wurde Mike Larrabee (hier im Jahr 2008) Olympiasieger
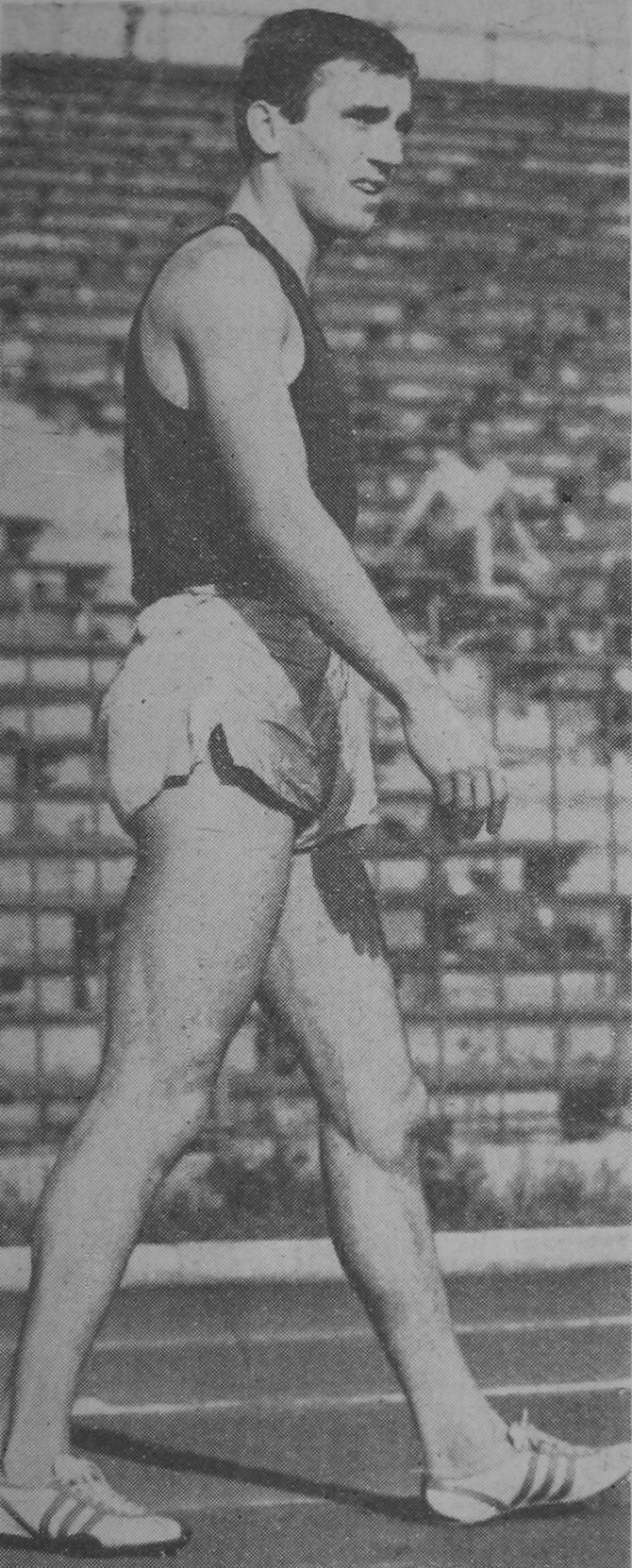
Bronzemedaillengewinner Andrzej Badeński

Datum: 19. Oktober 1964, 15:00 Uhr
Wetterbedingungen: sonnig, ca. 19 °C, Luftfeuchtigkeit ca. 45 %
| Platz | Name              | Nation              | Offizielle Zeit handgestoppt | Inoffizielle Zeit elektronisch |
| ----- | ----------------- | ------------------- | ---------------------------- | ------------------------------ |
| 1     | Mike Larrabee     | USA                 | 45,1 s                       | 45,15 s                        |
| 2     | Wendell Mottley   | Trinidad und Tobago | 45,2 s                       | 45,24 s                        |
| 3     | Andrzej Badeński  | Polen               | 45,6 s                       | 45,64 s                        |
| 4     | Robbie Brightwell | Großbritannien      | 45,7 s                       | 45,75 s                        |
| 5     | Ulis Williams     | USA                 | 46,0 s                       | 46,01 s                        |
| 6     | Tim Graham        | Großbritannien      | 46,0 s                       | 46,08 s                        |
| 7     | Peter Vassella    | Australien          | 46,3 s                       | 46,32 s                        |
| 8     | Edwin Skinner     | Trinidad und Tobago | 46,8 s                       | k. A.                          |

Ulis Williams, US-Meister von 1962 und 1963, sowie sein Landsmann Mike Larrabee, Gewinner der US-Olympiaausscheidungen, waren die Favoriten auf die Goldmedaille. Der Brite Robbie Brightwell, Europameister von 1962, galt als Medaillenkandidat, ebenso wie Wendell Mottley aus Trinidad und Tobago.
Mottley übernahm im Finale die Führung über die ersten 200 Meter. Hinter ihm lief der Pole Andrzej Badeński. Larrabee verblieb lange Zeit ganz hinten, nach 300 Metern lag er auf Platz fünf. Als es in die Zielgerade ging, waren nur Peter Vassella und Edwin Skinner chancenlos zurück, sechs Läufer konnten sich noch Medaillenchancen ausrechnen. Mottley führte bis zehn Meter vor der Ziellinie, wo Larrabee ihn noch abfangen konnte und Olympiasieger wurde. Mottley, der vor diesen Spielen nie unter 46 Sekunden gelaufen war, hielt den zweiten Platz und verbesserte sich auf 45,2 s. Badeński gewann in 45,6 s Bronze vor Brightwell, der nur eine Zehntelsekunde zurücklag.
Im fünfzehnten olympischen Finale über 400 Meter der Männer gewann Michael Larrabee die zehnte Goldmedaille für die USA.

Andrzej Badeński gewann die erste polnische Medaille in dieser Disziplin.

## Videolinks
- 1964 Olympic, 400 Meters, Tokyo, Japan, youtube.com, abgerufen am 25. Oktober 2017#
- Tokyo 1964 [Mike Larrabee 400 m (Amateur Footage)], youtube.com, abgerufen am 4. September 2021